# Euphyia trissophrica
Euphyia trissophrica är en fjärilsart som beskrevs av Turner 1904. Euphyia trissophrica ingår i släktet Euphyia och familjen mätare. Inga underarter finns listade i Catalogue of Life.